# 요시다 다이하치
요시다 다이하치(일본어: 吉田 大八 よしだ だいはち[*], 1963년 10월 2일 ~ )는 일본의 영화 감독이다.

## 작품

### 영화
- 《겁쟁이라도, 슬픈 사랑을 보여줘》 (2007)
- 《쿠히오 대령》 (2009)
- 《퍼머넌트 노바라》 (2010)
- 《키리시마가 동아리활동 그만둔대》 (2012)
- 《종이 달》 (2014)
- 《아름다운 별》 (2017)